# 素敵!KEI-SHU5
『素敵!KEI-SHU5』（すてき けいしゅうファイブ）は、1987年11月2日から1989年3月17日まで関西テレビで毎週月曜 - 金曜 17:00 - 18:00に放送されていたバラエティ番組である。

## 概要
フジテレビの帯番組『夕やけニャンニャン』が1987年8月いっぱいで終了したのを受け、関西テレビと吉本興業がこの時間帯を使ってスタートさせた平日夕方の帯番組である。当時なんばグランド花月内にあったNGKホールからの公開放送。司会は圭・修が務めていた。
1988年11月当時のスポーツ新聞の記事によると当時5%前後の視聴率を維持していたが、程なくして低下し、番組は1年4か月で終了した。

## 「4時ですよーだ」との関係
同時期に放送されていた毎日放送「4時ですよーだ」は吉本興業制作、公開生放送の帯番組、若手芸人中心の編成と共通項が多く、放送時間も「4時」の放送終了直後の午後5時から「KEI-SHU」が放送されていた。司会の圭・修も元々は「4時」にレギュラー出演していたが、本番組の開始に伴い降板・異動となっている。「4時」を収録していた心斎橋筋2丁目劇場と本番組を収録していたNGKホールは徒歩15分程度の距離で、出演の掛け持ちが行われており、特に後期は番組のテコ入れのため「4時」のレギュラー出演者が多数「KEI-SHU」に投入された。「4時」側も司会のダウンタウンが東京での仕事が多忙になり出演時間が減少していた事情から、「KEI-SHU」に出演していた130Rや石田靖などが「4時」に異動している。奇しくも両番組は同じ1987年に開始し、1989年に終了している。

## 出演者

### レギュラーメンバー
- 圭・修（清水圭・和泉修）[2][3][4]
- どんきほ〜て（きびのだんご、太平かつみ）[2]
- 130R（板尾創路、蔵野孝洋）[2]
- 石田靖 - 1988年9月まで出演。
- リットン調査団（藤原光博、水野透）[2]
- 中田はじめ・圭祐[2]
- ミモ・ファルス（岡田和幸、小畑圭司、米原正毅）[2]
- ライム・ライト（ライム中田、ライト坂田）[2]
- ポテトフライ（青野敏行、宇野栄二）
- すてきいず（アシスタント）[2]

### 1988年10月以降の強化メンバー
- まるむし商店（磯部公彦、東村雅夫）
- 非常階段（シルク、ミヤコ）
- おかけんた・ゆうた
- ピンクダック（ミチ、レイコ）
- 東野幸治

## 企画・コーナー
月曜日
- 月曜散髪
- ボクのワタシの爺ちゃん婆ちゃん
- 屋内先端競技
- 世界一の為にヒトカドさん登場

火曜日
- 綱引き
- スポーツアクショントーク
- 真ん中競争
- 坊さんがへをこいた

水曜日
- 話題のものでひとネタ
- 週刊トンガリ
- ナンバ一番
- ただ今恋愛中でちゅ

木曜日
- 今日の一等賞
- 必殺仕事人
- 復活!昔あそび
- KEI-SHU電車

金曜日
- 今日あったおもしろいこと
- ゴジラ版ニュース
- らいむ・らいとスペシャル
- 激突親子

## スタッフ
- 制作：小西啓右（KTV）
- プロデューサー：山崎一彦（KTV）、山崎善次郎（吉本興業）、虫明茂（東通企画）
- ディレクター：籏啓祝（KTV）
- AD：奥川拓二
- 構成：忠兵衛、中川正博
- ブレーン：あだちひで気、井関猛親
- SW：重松芳文（KTV）
- 技術：高澤進
- カメラ：山口善弘
- 音声：小林衛
- VE：徳山嘉三
- VTR：山本久之
- TK：松本啓子
- 効果：オーディオエース
- 照明：アーチェリープロダクション
- 美術：岸村信治
- タイトル：タイトルエイト
- メイク：オフィスサヨコ
- スタイリスト：Keita Katayama
- 協力：オフィスバックアップ
- 制作協力：東通企画、アイ・ティ・エス、ウエルカム、すくらんぶる
- 制作著作：関西テレビ、吉本興業